# Roccaforte di Koziegłowy
La roccaforte di Koziegłowy è un antico insediamento situato sull'isola del lago Koziegłowskie, nel comune di Kleczew, vicino al villaggio Koziegłowy (distretto di Konin).

## Caratteristiche
La struttura, anticamente abitata da agricoltori, allevatori e artigiani si trova nella parte nord-orientale dell'isola sul lago Koziegłowskie. I bastioni di terra dell'insediamento erano fondati su una grata di legno con una struttura irregolare. La struttura è rinforzata dall'esterno da pile verticali guidate obliquamente verso il lago. La fortezza aveva una forma irregolare e ovale.
Durante una ricerca condotta nel 1968 sotto la supervisione di Łucja Nowak del Museo distrettuale di Konin, sono state scoperte anche tracce dell'insediamento lusaziano, situato sulla sponda orientale del lago, così come grandi quantità di ossa bruciate sulla sponda settentrionale del lago, probabile traccia di un intero complesso di insediamenti con una roccaforte situata accanto a un cimitero. L'isola era collegata alla terraferma da un ponte. Scheletri abbandonati e parzialmente bruciati suggeriscono che qui furono combattute alcune lotte (probabilmente intorno al III secolo a.C. il castello fu incendiato e gli abitanti furono assassinati). Il materiale osseo trovato appartiene a circa 25 individui tra cui due bambini (di 5 e 12 anni). Durante la ricerca si è scoperto che la popolazione di Koziegłowy è la più vicina alla popolazione di ze Scandinavia, e in misura minore a ungherese e rumeno.